# Екосело

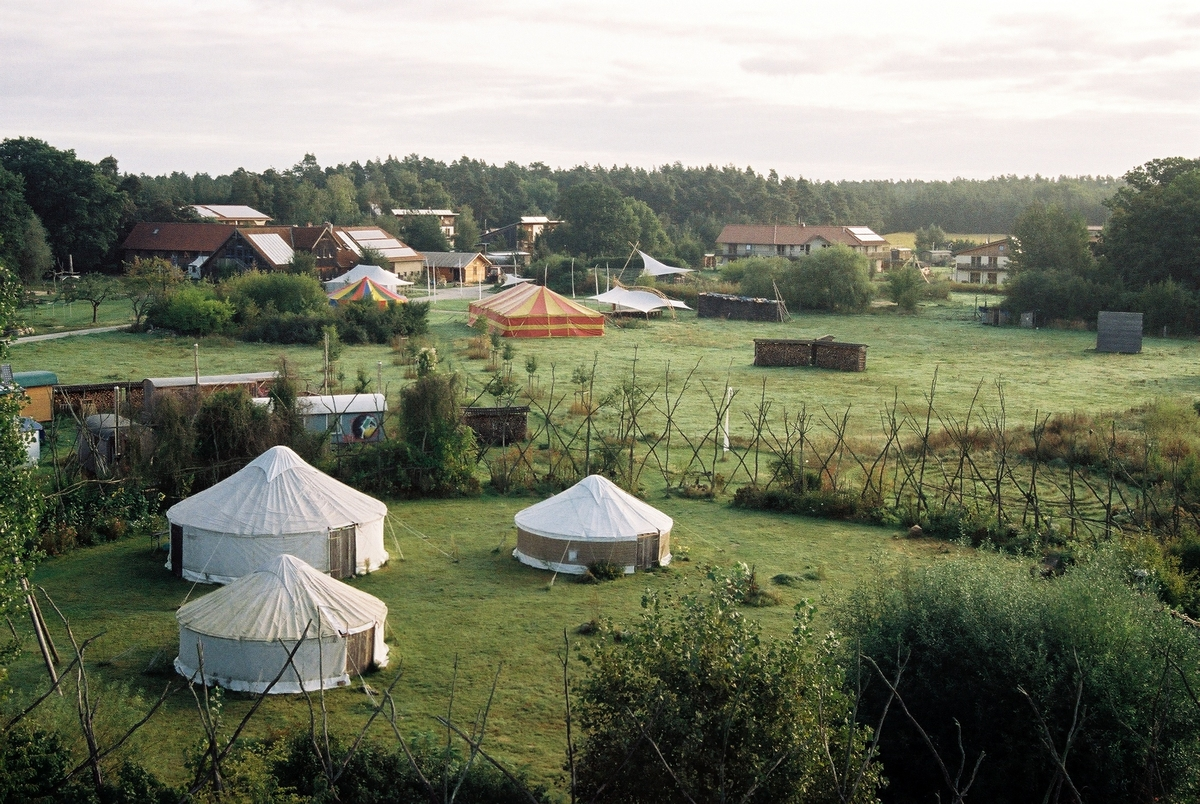
Екопоселення Сіебен Лінден

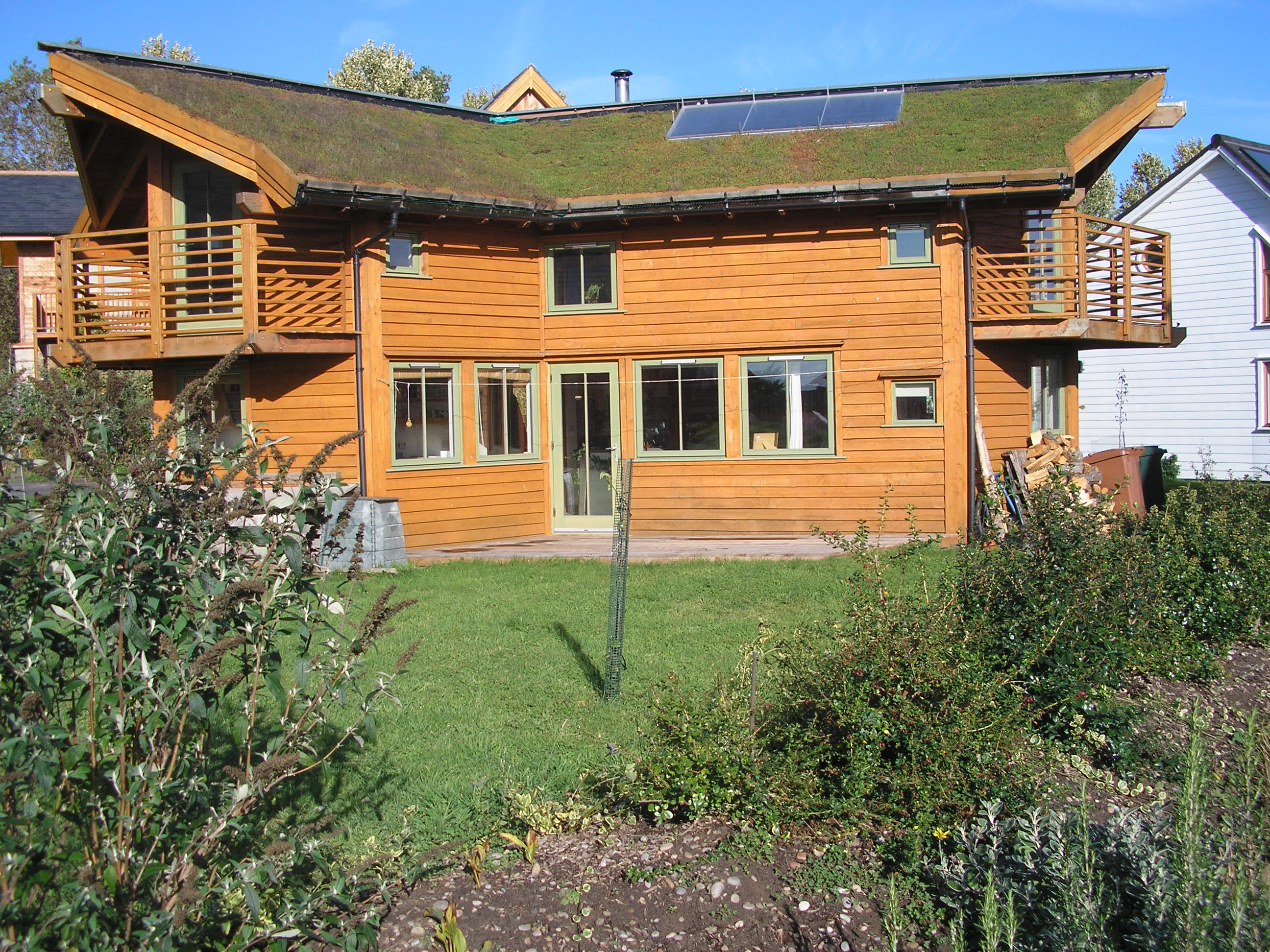
Еко-будинок у з дерновим дахом і сонячними панелями

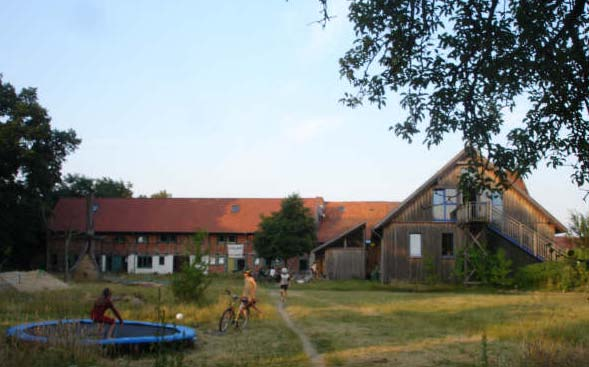
Екосело «Сім лип»

Екосело́, екологі́чне посе́лення — поселення, створене з метою організації екологічно чистого простору для життя групи людей, які дотримуються концепції ООН про сталий розвиток і організують харчування за рахунок органічного сільського господарства.

## Принципи організації екопоселень
В різних екологічних поселеннях зустрічаються різні екологічні (природоохоронні) обмеження і самообмеження виробництва та обміну товарів, застосування тих чи інших матеріалів та технологій, життєвого устрою тощо Буклет GEN-Europe[недоступне посилання з липня 2019] Найбільш розповсюджені приклади:
- Стале землеробство — використання раціональних технологій землеробства, які не знижують продуктивності землі (наприклад, принципи пермакультури). Як правило, забороняється (або обмежується) використання отрутохімікатів і пестицидів на території екопоселення.
- Стале лісокористування та полікультурне лісовідновлення — ощадливе використання лісів і роботи по висаджуванню різних порід дерев для формування в лісах стійких екосистем, на відміну від монокультурних (які більш піддатливі до хвороб і впливу шкідників), які активно практикуються лісопромисловими організаціями.
- Мінімізація енергоспоживання —поширена практика, яка виявляється у будівництві енергоефективного житла. Використання відновлювних джерел енергії. Мінімізація побутових витрат енергії.
- На території екосел не вітається куріння, вживання спиртних напоїв, нецензурна лексика (вона й взагалі забороняється), грубість у відносинах.
- Серед жителів екосел часто розповсюджене вегетаріанство, сироїдство, веганство та ін. В окремих випадках на територіях екологічних поселень забороняється вживання м'яса та вирощування тварин на м'ясо.
- Більшість жителів екосел притримуються здорового образу життя, який включає загартовування, відвідання бань, парилок, саун, заняття різними видами спорту, фізичну гімнастику, ранішню зарядку тощо.

В екопоселеннях часто зустрічається тенденція до автаркії, соціальної замкненості та обмеження контактів зі світом.
Ряд екопоселень мають автономну малу альтернативну енергетику.
Число людей в екоселах варіює в межах 50–150 мешканців, інколи — до 2000 жителів.

## Історія екопоселень
На Заході рух екосіл (екопоселень) почався у 1960-х роках. На теренах колишнього СРСР — на початку 1990-х.

### В Україні
Майже у кожній області України є екопоселення. Наприклад на Черкащині, їх три.
Одне із таких унікальних екопоселень є і Херсонщині. Воно має назву «Райдуга» та засноване у 2013 р.